# Gerlospaß
Gerlospaß är ett bergspass i Österrike.   Det ligger i distriktet Zell am See och förbundslandet Salzburg, i den centrala delen av landet, 300 km väster om huvudstaden Wien. Gerlospaß ligger 1 782 meter över havet.
Terrängen runt Gerlospaß är kuperad åt nordväst, men åt sydost är den bergig. Runt Gerlospaß är det ganska glesbefolkat, med 34 invånare per kvadratkilometer.. Närmaste större samhälle är Neukirchen am Großvenediger, 10,9 km öster om Gerlospaß. 
Trakten runt Gerlospaß består i huvudsak av gräsmarker.